# Öskemen

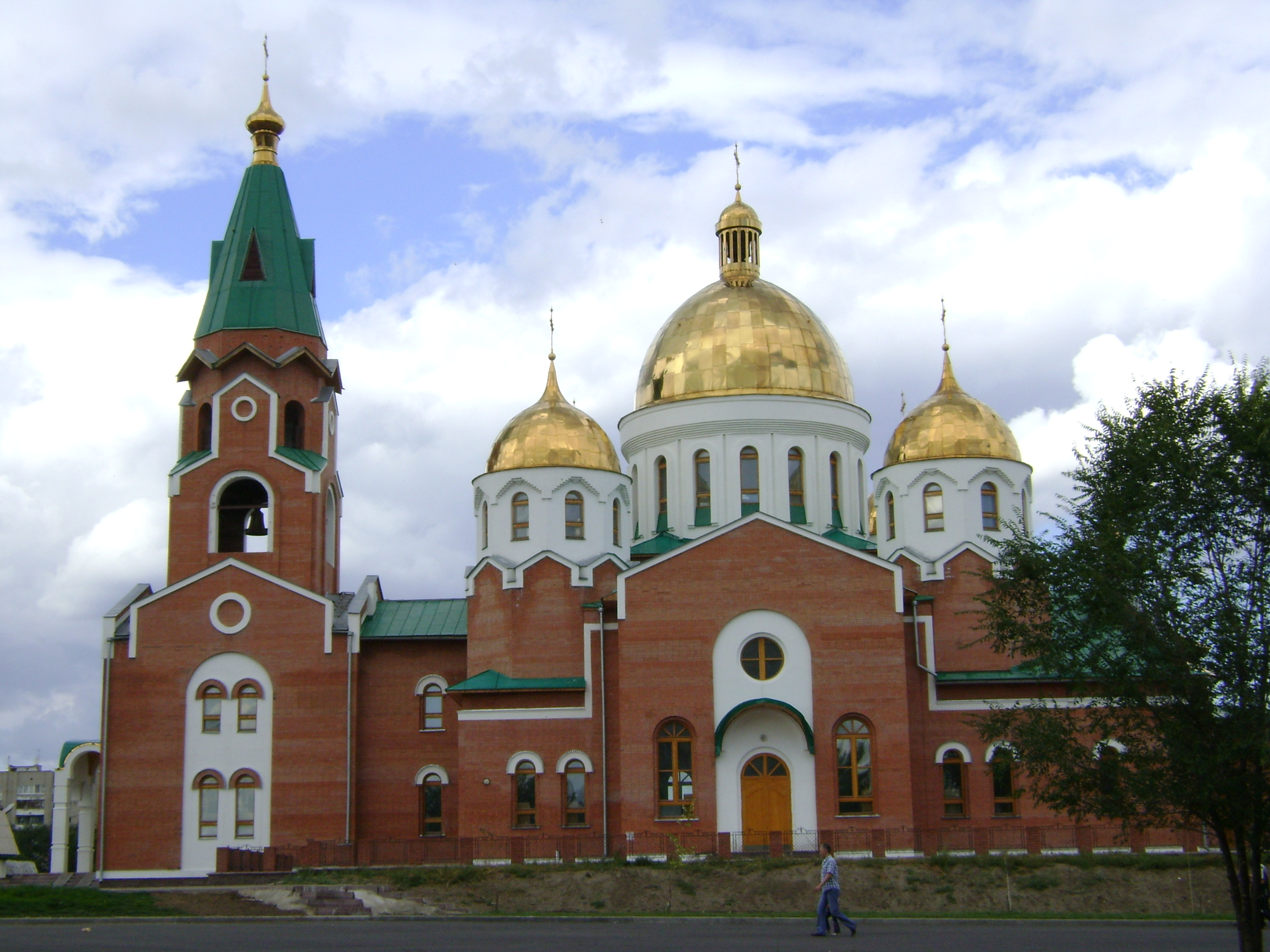
Russisch Orthodoxe kerk

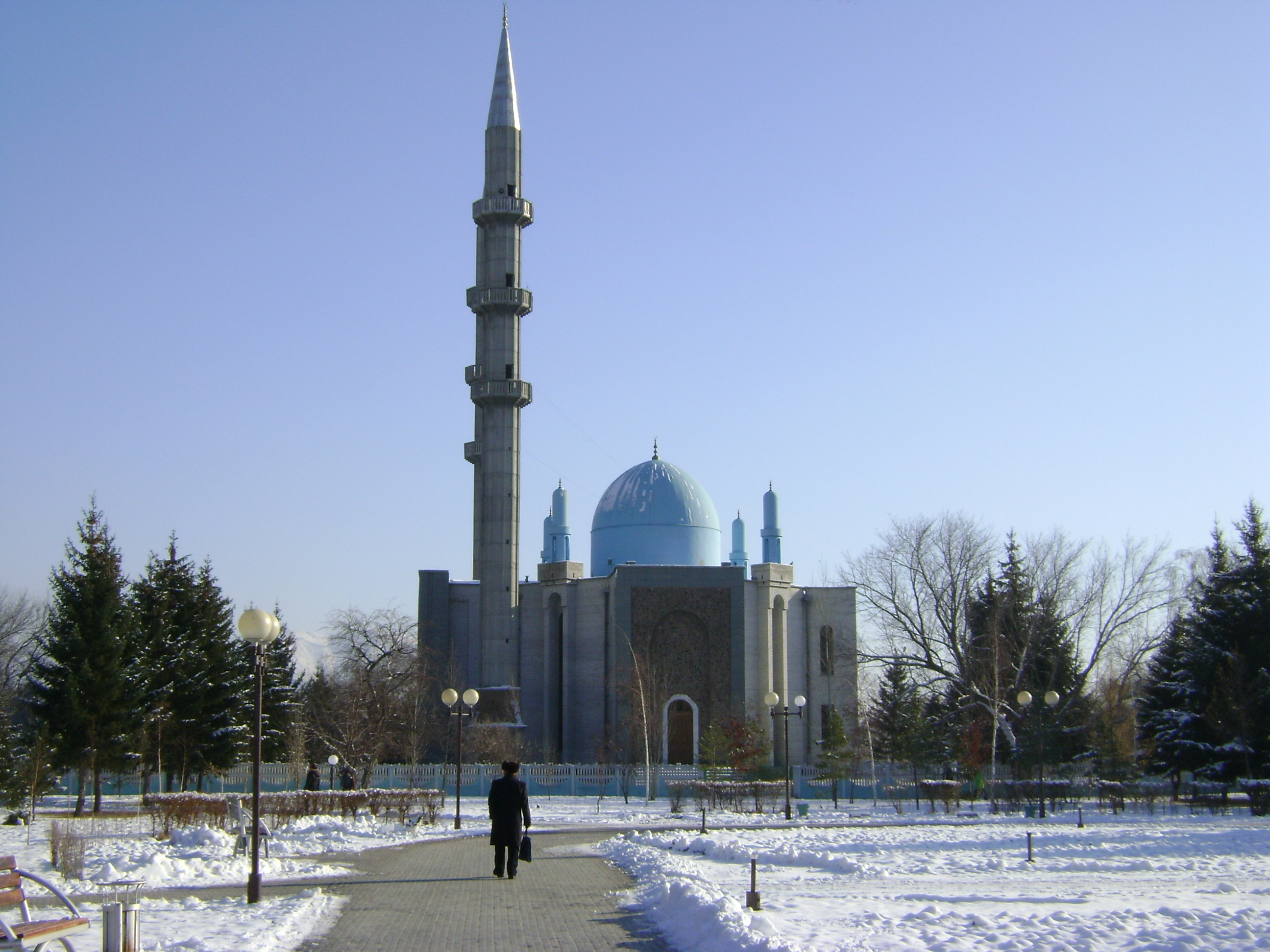
Moskee in Oskemen

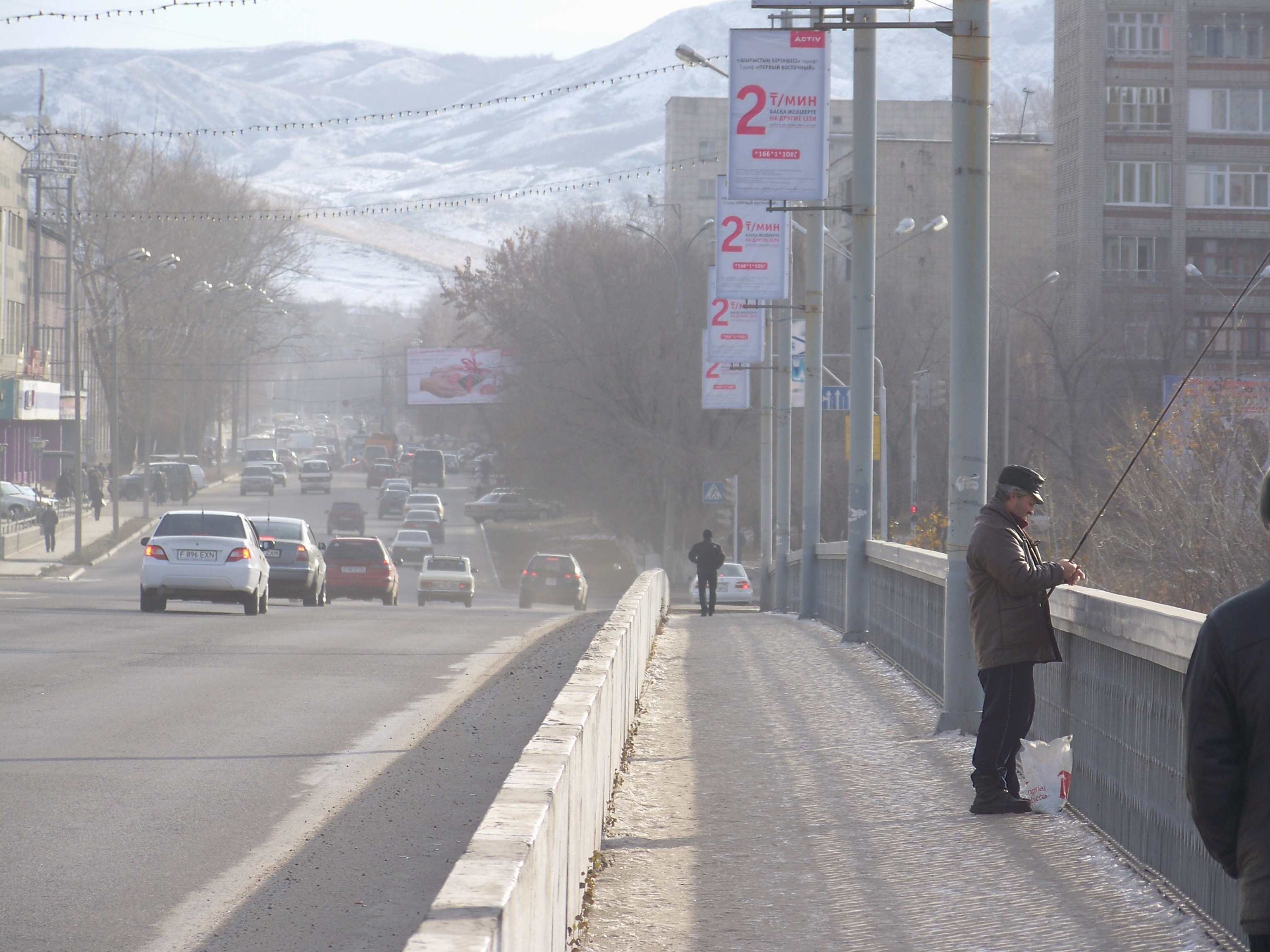
Brug over de Ulba met Altai-Gebergte op de achtergrond

Öskemen (Kazachs: Өскемен, Öskemen), of Oest-Kamenogorsk (Russisch: Усть-Каменогорск) genoemd, is een - met district gelijkgestelde - stad in Kazachstan en is de hoofdplaats van de oblast Oost-Kazachstan.

## Bevolking
De bevolking van de stad telt 341.000 inwoners (op 1 januari 2018), waarvan 67% Russen en slechts 27% Kazachen.

## Geschiedenis
Rond 1720 werd een Russisch fort en handelspost gevestigd aan de samenvloeiing van de Irtysj en de Ulba, met de naam Ust-Kamennaya. Dit gebeurde in opdracht van tsaar Peter de Grote, die een militaire expeditie stuurde onder leiding van majoor Ivan Vasiljevitsj Litsjarev. Deze trok op tot bij het Zaysanmeer, waar het fort werd gebouwd. In 1868 werd het de hoofdstad van de Oblast Semipalatinsk.
Georgi Malenkov bracht hier zijn 30 jaar durende verbanning door, tijdens welke periode hij enkele jaren aan het hoofd stond van een waterkrachtcentrale en verwarmingscentrale.
Tijdens de Sovjetperiode ontwikkelde de stad zich tot een belangrijk mijnbouw- en metallurgisch centrum. De winning van non-ferro metalen als uranium, beryllium, tantalum, koper, lood, zilver en zink vinden nog steeds plaats. In de na-oorlogse periode was de stad gesloten voor buitenlanders wegens het testen van atoombommen in de omgeving. Het bestaan van de Ulba Metaalfabrieken die uraniumproducten maken, werd geheim gehouden ondanks dat er duizenden mensen werkten. Een explosie in de beryllium-productielijn in 1990 leidde tot de verspreiding van een gifwolk over de stad. De invloed ervan op de gezondheid zijn niet goed bekend, omdat het incident eerst werd geheimgehouden. 

### Koude oorlog
Tussen 1949 en 1989 werden 400 tot 500 testen met atoombommen uitgevoerd op de testlocatie Semipalatinsk, met negatieve gevolgen voor de daar levende bevolking. In augustus 1956 explodeerde een atoombom waarna de radio-actieve wolk over Öskemen trok. Ruim 600 mensen werden met stralingsziekte in het ziekenhuis opgenomen, velen zouden zijn overleden. De gehele regio is radio-actief vervuild, de gevolgen hiervan zijn nog zichtbaar.

## Economie
De hoogste sluis ter wereld is die bij Öskemen. De sluis ligt bij Ablaketka waar het scheepvaartverkeer langs de stuwdam in de Irtysj kan varen. Het hoogteverschil is ruim 40 meter.
Sinds de opening van de drieklovendam in China ligt daar een sluis met hetzelfde hoogteverschil, maar het maximale verschil wordt daar alleen in extreme situaties benut; de sluis bij Öskemen wordt altijd voor de volle hoogte gebruikt.
Naast de metallurgie is de productie van auto's door AvtoVAZ en Azia Avto belangrijk. 
Er werken meer dan 5.000 mensen in de auto-industrie.
In 2019 werd door de EurAsian Development Bank een lening verstrekt voor een productielocatie die 60.000 auto's per jaar moet kunnen bouwen.

### Verkeer
Op elf kilometer van de stad ligt de luchthaven Öskemen, vanwaar men binnen Kazachstan en op Rusland kan vliegen.
De stad ligt aan het eind van een aftakking van de Turkestan-Siberische spoorlijn en is beginpunt van lijnen naar Sjemonaitsja aan de Russische grens, naar Ridder en naar Altai.
De E-40 loopt door Öskemen, de A-3 vanuit Almaty eindigt er. In de stad beginnen de A-9 en A-10, die in noordelijke richting naar de Russische grens gaan.

## Ecologie
Het aantal fabrieken in Oskemen is verhoudingsgewijs hoog. Het zijn grootste industriële bedrijven op het gebied van mijnbouw en de verwerking van delfstoffen en grondstoffen, vooral zware metalen, gevestigd in dezelfde stad. Enkele grote ondernemingen zijn:
1. Kazzinc, een producent van zink, koper, zilver en lood. De onderneming ontstond in 1997 uit de samenvoeging van drie non-ferro-ondernemingen in Oost-Kazachstan, de Lood-Zinkcombinatie, de Leninogorsk Polymetallische Combinatie en de Zyryanovsk-Loodcombinatie. De onderneming hoort tot de vijf goedkoopst producerende zinkfabrikanten ter wereld. Naast zink wordt er op grote schaal lood, zilver, koper en andere metalen geproduceerd.[12]
2. Een producent van titanium en magnesium.
3. Ulba metallurgie produceert hi-tech uranium, beryllium en tantalum-producten ten behoeve van kerncentrales, electronica, e.d.[13]
4. Er zijn enkele conventionele energiecentrales, en enkele waterkrachtcentrales in de omgeving van Öskemen.

Al deze ondernemingen dragen bij aan de vervuiling van de omgeving. Het gaat daarbij om stoffen als stikstofdioxide, zwaveldioxide, zink, cadmium, chloor, arseen, beryllium, fenol, benzol, natriumhydroxide, ammoniak. Ook is nog sprake van radio-activiteit, als gevolg van de vroegere atoomproeven bij Semipalatinsk. In de stad blijft luchtvervuiling lang hangen omdat het 48% van de tijd bijna niet waait. Een steeds grotere hoeveelheid industrieel afval vergt bovendien steeds grotere ruimte voor opslag.

## Cultuur

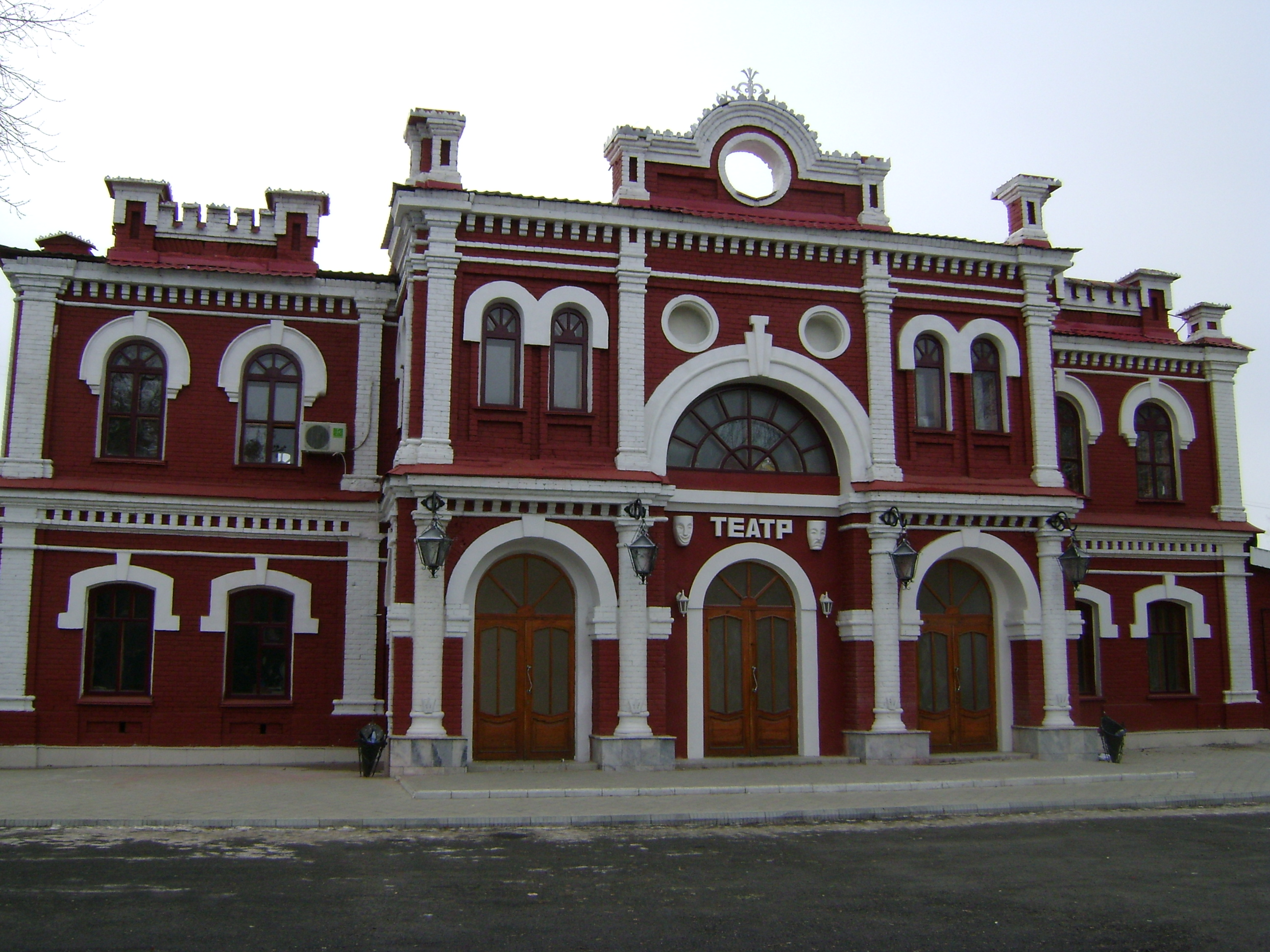
theater

Er zijn drie bioscopen, drie musea, een paar bibliotheken, een theater met zowel een Russische als Kazachse theatergroep, het Huis van Vriendschap van Volken, twee concertgebouwen, het Paleis van sport en een renbaan in Ust-Kamenogorsk.

## Bezienswaardigheden
- Andreaskathedraal

## Universiteiten en colleges
- D. Serikbayev East Kazakhstan state technical university

## Geboren
- Olga Rypakova (1984), atlete
- Joelia Galysjeva (1992), freestyleskiester